# Chi Nứa
Chi Nứa, tên khoa học Schizostachyum, là một chi tre trong họ Hòa thảo (Poaceae).

## Loài
Chi Nứa gồm các loài:
1. Schizostachyum aciculare - Borneo, Malaysia, Indochina
2. Schizostachyum aequiramosum - Java
3. Schizostachyum alopecurus - New Guinea
4. Schizostachyum andamanicum - Andaman Islands
5. Schizostachyum arunachalensis - Arunachal Pradesh
6. Schizostachyum atrocingulare - Sumatra
7. Schizostachyum auriculatum - Quảng Tây
8. Schizostachyum bamban - Sumatra
9. Schizostachyum beddomei - Ấn Độ
10. Schizostachyum blumei - from Việt Nam to Java
11. Schizostachyum brachycladum - from Việt Nam to Java
12. Schizostachyum brachythyrsus - New Guinea
13. Schizostachyum castaneum - Bali
14. Schizostachyum caudatum - Java, Sumatra
15. Schizostachyum chinense - Vân Nam
16. Schizostachyum copelandii - New Guinea
17. Schizostachyum coradatum - Giang Tây
18. Schizostachyum cornutum - Sumatra
19. Schizostachyum curranii - Philippines
20. Schizostachyum cuspidatum - Sumatra
21. Schizostachyum diaoluoshanense - Hải Nam
22. Schizostachyum distans - Myanmar
23. Schizostachyum dullooa - Eastern Himalayas, Myanmar, Việt Nam
24. Schizostachyum dumetorum - Quảng Đông, Giang Tây
25. Schizostachyum flexuosum - Borneo
26. Schizostachyum funghomii - Arunachal Pradesh, Vân Nam, Quảng Đông, Quảng Tây, Việt Nam; naturalized in Honduras, Puerto Rico
27. Schizostachyum glaucifolium - Marquesas
28. Schizostachyum glaucocladum - Kalimantan
29. Schizostachyum gracile - Việt Nam, Malaysia bán đảo
30. Schizostachyum grande - Lào, Malaysia bán đảo
31. Schizostachyum griffithii - Assam, Myanmar
32. Schizostachyum hainanense - Hải Nam, Việt Nam
33. Schizostachyum hantu - Sarawak
34. Schizostachyum insulare - Malaysia bán đảo
35. Schizostachyum iraten - Java
36. Schizostachyum jaculans - Hải Nam, Thái Lan, Peninsular Malaysia
37. Schizostachyum kalpongianum - Andaman Islands
38. Schizostachyum khoonmengii - Brunei
39. Schizostachyum latifolium - Sumatra, Malaysia bán đảo
40. Schizostachyum lengguanii - Malaysia bán đảo
41. Schizostachyum lima - Philippines, Sulawesi, Maluku, New Guinea, Bismarck Archipelago, Quần đảo Solomon
42. Schizostachyum lumampao - Philippines
43. Schizostachyum lutescens - Sumatra
44. Schizostachyum mampouw - Sumatra
45. Schizostachyum mannii - Assam
46. Schizostachyum ninhthuanense - Việt Nam
47. Schizostachyum perrieri - Madagascar
48. Schizostachyum pilosum - Sabah
49. Schizostachyum pingbianense - Vân Nam
50. Schizostachyum pleianthemum - Sumatra
51. Schizostachyum pseudolima - Hải Nam, Việt Nam
52. Schizostachyum rogersii - Myanmar, Andaman Islands
53. Schizostachyum sanguineum - Vân Nam
54. Schizostachyum seshagirianum - Arunachal Pradesh
55. Schizostachyum silicatum - Sumatra
56. Schizostachyum terminale - Malaysia bán đảo
57. Schizostachyum tessellatum - Quần đảo Solomon
58. Schizostachyum textorium - Philippines
59. Schizostachyum undulatum - Sumatra
60. Schizostachyum wanshishanense - Phúc Kiến
61. Schizostachyum warburgii - Maluku
62. Schizostachyum whitei - New Guinea
63. Schizostachyum yalyense - Việt Nam
64. Schizostachyum zollingeri - from Việt Nam to Java

Các loài chuyển sang chi khác
- Schizostachyum acutiflorum - Dinochloa acutiflora
- Schizostachyum annulatum - Bambusa distegia
- Schizostachyum apus - Gigantochloa apus
- Schizostachyum bitung - Dendrocalamus asper
- Schizostachyum bosseri - Sirochloa parvifolia
- Schizostachyum brassii - Bambusa riparia
- Schizostachyum burmanicum - Cephalostachyum burmanicum
- Schizostachyum capitatum - Eremocaulon capitatum
- Schizostachyum chilianthum - Nastus elegantissimus
- Schizostachyum dielsianum - Dinochloa dielsiana
- Schizostachyum diffusum - Dinochloa diffusa
- Schizostachyum dumosum - Dendrocalamus dumosus
- Schizostachyum durie - Bambusa spinosa
- Schizostachyum elegans - Dendrocalamus elegans
- Schizostachyum elegantissimum - Nastus elegantissimus
- Schizostachyum fenixii - Cyrtochloa fenixii
- Schizostachyum flavescens - Cephalostachyum flavescens
- Schizostachyum fuchsianum - Cephalostachyum latifolium
- Schizostachyum hasskarlianum - Gigantochloa hasskarliana
- Schizostachyum helferi - Neohouzeaua helferi
- Schizostachyum hindostanicum - Pseudoxytenanthera ritcheyi
- Schizostachyum kurzii - Bambusa schizostachyoides
- Schizostachyum leviculme - Pseudostachyum polymorphum
- Schizostachyum loriforme - Dendrocalamus asper
- Schizostachyum luzonicum - Cyrtochloa luzonica
- Schizostachyum munroi - Cephalostachyum capitatum
- Schizostachyum palawanense - Dinochloa palawanensis
- Schizostachyum pallidum - Cephalostachyum pallidum
- Schizostachyum parvifolium - Sirochloa parvifolia
- Schizostachyum pergracile - Cephalostachyum pergracile
- Schizostachyum polymorphum - Pseudostachyum polymorphum
- Schizostachyum scandens - Cephalostachyum scandens
- Schizostachyum serpentinum - Gigantochloa nigrociliata
- Schizostachyum sharmae - Cephalostachyum latifolium
- Schizostachyum strictum - Neohouzeaua stricta
- Schizostachyum subcordatum - Dendrocalamus pendulus
- Schizostachyum tavoyanum - Neohouzeaua tavoyana
- Schizostachyum toppingii - Cyrtochloa toppingii
- Schizostachyum virgatum - Cephalostachyum virgatum